# Sydlig pungmullvad
Sydlig pungmullvad (Notoryctes typhlops) är en pungdjursart som först beskrevs av Edward Charles Stirling 1889. Notoryctes typhlops ingår i släktet pungmullvadar och familjen pungmullvadar. IUCN kategoriserar arten globalt som livskraftig. Inga underarter finns listade.

## Etymologi
Artepitetet i det vetenskapliga namnet är bildat av de gammalgrekiska orden typhlos (blind) och ops (ansikte).

## Utbredning
Pungdjuret förekommer i centrala Australien i två från varandra skilda områden, Stora Victoriaöknen och västra Simpsonöknen. Habitatet utgörs av öknar, gärna med buskartad växtlighet på lös sand.

## Beskrivning
Arten når en total kroppslängd (huvud och bål) av 13 till 15,5 cm, en svanslängd av 2 till 2,5 cm och en vikt av 30 till 60 g. På den avplattade kroppen förekommer kort, mjuk päls som växlar i färg mellan de geografiska delpopulationerna, från ljusblont till rödbrunt. På huvudet är öronens öppningar täckta av hud. Ögonen saknas helt, på dess plats finns bara mörka, hudövertäckta pigmentfläckar utan anslutning till någon synnerv. Dessutom finns en sköld av hornämne på nosen. Sydlig pungmullvad har korta och kraftiga extremiteter. Honans pung (marsupium) är väl utvecklad med öppningen bakåt. I pungen finns två spenar. Även hanen har en liten pung, som han givetvis inte har någon användning av. Sydlig pungmullvad har särskilt stora klor vid tredje och fjärde fingret av framtassen. Dessutom är halskotorna delvis sammanvuxna med varandra. Jämförd med den nordvästliga pungmullvaden är framtassens klor bredare och svansen bredare nära bålen. Dessutom finns avvikande detaljer i tändernas konstruktion.

## Ekologi
När honan inte är brunstig lever varje vuxen individ ensam. Tunnlarna som grävs i lös sand är inte stabila. Sydlig pungmullvad äter främst sociala insekter som myror och termiter samt skalbaggslarver. Dessutom ingår mindre kräldjur i födan. Individerna kan vara aktiva både på dagen och på natten. För ungarnas uppfostran grävs djupare bon som är solidare än de vanliga tunnlarna. Per kull föds upp till två ungar.